# Maïotte Almaby
Pour les articles homonymes, voir Didier.
Maïotte Almaby, née Marie Eustasie Didier le 29 mars 1890 à Toulon et morte le 17 juin 1939 dans le 13e arrondissement de Paris, est une figure majeure de la musique antillaise à Paris et une pionnière dans le domaine de la musique classique. Elle est la fille de Georges Didier, officier d’artillerie de marine, et d’Émilie Marie Félicité Waddy, d’origine martiniquaise. Par son ancêtre britannique, la famille Waddy tire son nom,.

## Biographie

### Pionnière au Conservatoire de Paris
Maïotte Almaby est reconnue comme la première femme « de couleur » à avoir intégré le Conservatoire de Paris, peu avant la Première Guerre mondiale, où elle obtient des premiers prix de violon et de chant. En dépit des obstacles liés à sa condition de femme noire dans un milieu artistique dominé par les hommes et les blancs, elle se distingue par son talent et son acharnement.

### Carrière en Martinique et à Paris
À la fin des années 1910, après un retour en Martinique avec ses parents, Maïotte commence une carrière de professeure de musique à Fort-de-France. Cependant, en 1921, à l’âge de trente et un ans, elle épouse l’ingénieur des travaux publics Marie Athanase Marcel Almaby et décide de s’installer définitivement à Paris pour poursuivre ses ambitions musicales.

### Une figure de la musique antillaise
À Paris, Maïotte Almaby devient une personnalité centrale de la musique antillaise. Elle compose et interprète plusieurs œuvres, notamment la célèbre biguine Madiana, popularisée par Joséphine Baker dans les années 1930. En 1932, elle enregistre également la complainte Cœur moin dans piment avec l’orchestre des Waddy’s Boys.
Elle est l’une des premières femmes noires à passer le concours d’auteur de la SACEM en 1934. Lors de cet examen, elle doit se présenter sous la formule « Didier, Marie Eustasie, épouse assistée et autorisée de M. Almaby, signant Maïotte Almaby dite Waddy », soulignant les nombreuses barrières administratives imposées aux femmes mariées de l’époque.

### Dernières années
Le 17 juin 1939, à l’âge de 49 ans, Maïotte Almaby meurt à l'hôpital de la Salpêtrière après une longue maladie. Elle laisse derrière elle un héritage musical important, notamment pour sa contribution à la reconnaissance de la musique folklorique antillaise en France et pour son rôle de pionnière en tant que femme noire dans la musique classique.

## Œuvres principales
- Cœur moin dans piment (1932)
- Chaud Biguine (1932)
- Madiana (1933)
- Madiana (1952)
- Maïna, Habanera. Paroles et musique de Maïotte Almaby. Chant et piano (1937)
- Dans les Antilles, sérénade créole composée spécialement pour le centenaire des Antilles. Paroles de Ponroy. Chant et piano (1936)
- La Vraie Créola (Chaud biguine), chanson antillaise chantée dans la revue du Casino de Paris "Parade de France". Paroles françaises de Léo Lelièvre père. Paroles créoles et musique de Maïotte Almaby. Chant et piano (1935)
- La Vraie Créola (Chaud biguine), rumba-biguine. Créée dans la revue du Casino de Paris "Parade de France". Arrangée par Francis Salabert, pour orchestre avec piano conducteur (1935)
- Ma Goulou, Goulou (Gros Goulou ouaï !) rumba-biguine, créée dans la revue du Casino de Paris "Parade de France". Arrangée par Francis Salabert, pour orchestre avec piano conducteur (1935)
- Amour inquiet. Mélodie serenade (1931)
- Crépuscule (1931)
- Mah Nah... Habanera. Paroles de André Bay. Chant et piano (1931)
- Paysage d'or (1931)
- Madiana (1931)
- Aubade à Cendrine. Maltinata à Cendrina. Paroles de Pierre d' Amor. Version italienne de Maria Teresa Sani. Chant et piano (1930)
- Aubade à Cendrine, de Maïotte Almaby. Arrangée pour orchestre, avec piano conducteur, par E. Ladivia (1930)
- Crépuscule, mélodie. Poème de Flavia Léopold. Chant, piano et violoncelle (1930)[6]